# Acarospora obpallens
Acarospora obpallens är en lavart som först beskrevs av Nyl. ex Hasse, och fick sitt nu gällande namn av Alexander Zahlbruckner. Acarospora obpallens ingår i släktet Acarospora och familjen Acarosporaceae.   Inga underarter finns listade i Catalogue of Life.